# Ereta del Castellar

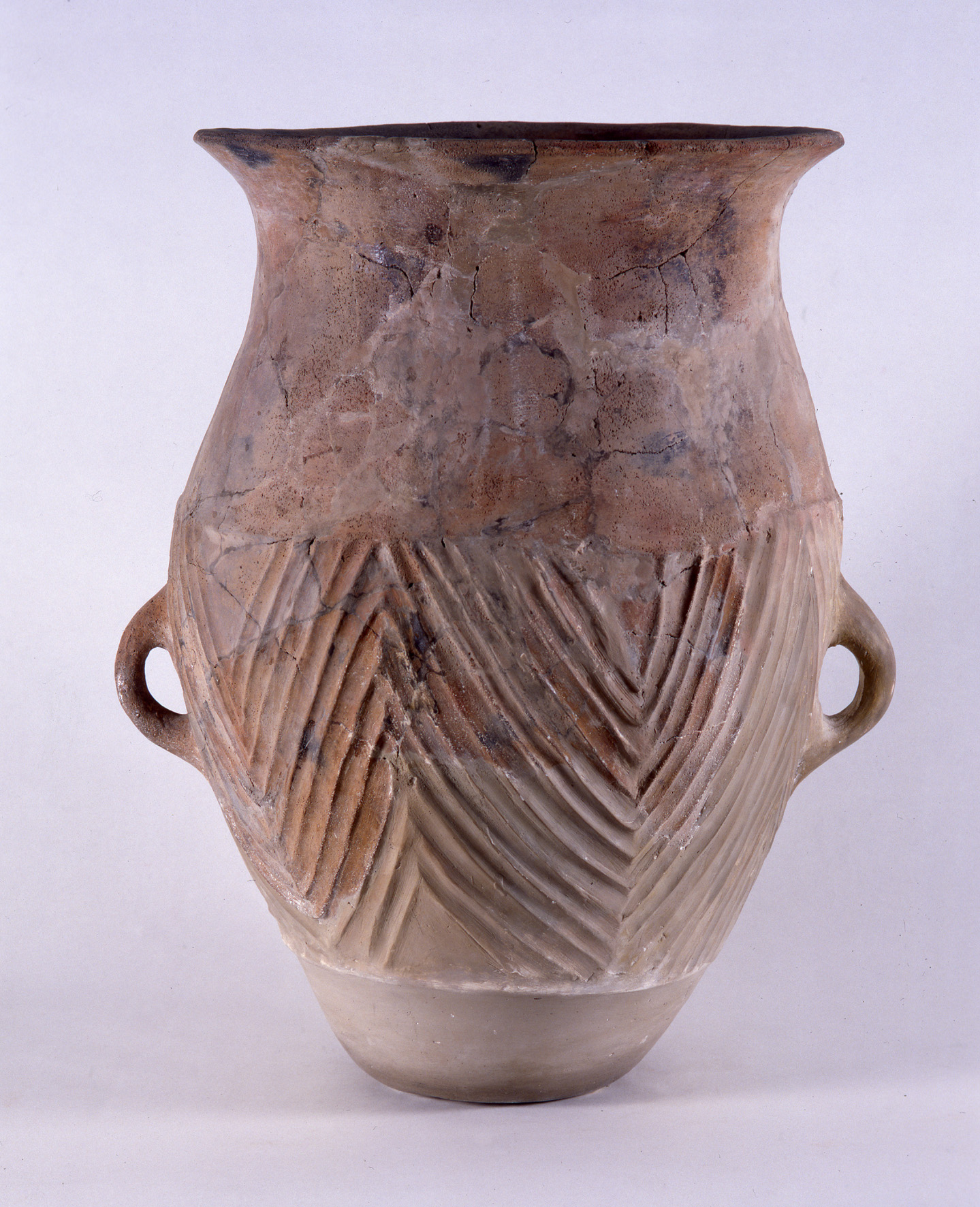
Gran tinaja de barro cocido con decoración de cordones en relieve. Ereta del Castellar (Vilafranca, Castellón).

Ereta del Castellar es un yacimiento situado en el término municipal de Vilafranca (Alt Maestrat). El poblado, perteneciente a la Edad del Bronce, se ubica sobre un abrupto espolón cuyas vertientes sur y este recaen al barranco de La Foç que vierte sus aguas, algo más abajo, al Riu Sec. Hacia el norte la cima es una continuación de la elevada altiplanicie, por encima de los 1100 m. s.n.m., en la que se encuentra actualmente la población de Vilafranca. 
El enclave en que se sitúa el asentamiento constituye una vía natural que conecta, a través de los cursos fluviales, las tierras bajas de Castellón con la serranía turolense y con la zona del bajo Aragón. El poblado está situado en un área de paso entre las pasturas de alta montaña de Teruel y las tierras más bajas.
El yacimiento fue localizado fortuitamente hacia 1954 por el arqueólogo francés Henri Prades y excavado en 1957, en una breve campaña de verano, con la colaboración del Servicio de Investigación Prehistórica de la Diputación de Valencia. Aunque fue una campaña muy corta, poco menos de un mes, los materiales recuperados fueron abundantes y de un gran interés y se depositaron en el Museo de Prehistoria de Valencia.
En 1968, Jean Arnal, Henri Prades y Domingo Fletcher publicaron los resultados de las excavaciones en el n.º 35 de la serie Trabajos Varios del SIP. Allí incluyeron el yacimiento dentro de los poblados de la Edad del Bronce Valenciano, asignándole una cronología para los niveles iniciales sobre el 1800 a. C. y del 1600 a. C. para los niveles superiores.
Más recientemente las excavaciones en el yacimiento de la Ereta del Castellar las ha llevado a cabo el Servicio de Investigación Prehistórica, bajo la dirección de M.ª Jesús de Pedro Michó y Eva Ripollés Adelantado, arqueólogas vinculadas al servicio y al Museo de Prehistoria de Valencia.
Los trabajos iniciales en los años 50 se centraron en la parte superior del promontorio, donde se abren cinco cuadros de un metro cuadrado cada uno, aunque posteriormente se amplió la excavación siguiendo las estructuras localizadas y delimitando así las habitaciones I, II i III. Se documentaron cinco niveles sucesivos, con una potencia total de un metro aproximadamente.
Entre los elementos constructivos aparecidos cabe destacar la presencia de muros de arcilla y de piedra, pavimentos de tierra chafada y de losas así como restos de barro con huellas vegetales procedentes de los techos y las paredes. También se pudieron recuperar una gran cantidad de restos materiales relacionados con las actividades cotidianas del poblado. Tal vez, por su espectacularidad, habría que mencionar los grandes recipientes de almacenamiento decorados con cordones en relieve. 
A partir de los cinco cuadros contiguos que excavaron en la parte central del monte y de la ampliación posterior de los mismos, siguiendo las estructuras localizadas, se diferenciaron cinco niveles: los dos primeros prácticamente arrasados, el tercero delimitado por un enlosado de base, sobre el que se apoyaban los grandes vasos con cordones publicados, el cuarto al que se adscriben todos los demás restos localizados, y el nivel quinto o de base, sin apenas materiales.
Por lo que respecta a la organización interna del poblado, los datos aportados por las excavaciones no son muy claros, ya que existen elementos que no encajan a la hora de asignar las estructuras constructivas localizadas a los diferentes niveles establecidos. No obstante, queda clara la existencia de construcciones de planta rectangular realizadas en diferente momento, algunas de piedra en seco, al parecer las más antiguas, y otras de barro. La presencia de restos constructivos entre los materiales revisados, permite confirmar la utilización de cubiertas y alzados realizados con elementos vegetales y barro que, en algunos, muestran restos de cal.
El poblado presenta diferentes momentos de construcción con muros de arcilla y muros de piedra en seco, muretes de barro y otros materiales de construcción como adobes de barro que nos remiten al Bronce Final. Otro hecho característico son las plantas rectangulares bien definidas de los departamentos, presentes en yacimientos del Bronce Pleno, pero también en otros yacimientos datados alrededor del 1100 a. C.
Otra cuestión que parece confirmarse es la existencia de una zona de almacén en el espacio que los excavadores denominaron Habitación II y III, dada la acumulación de grandes vasos constatada, pero es difícil saber si las estructuras que delimitan estas dos habitaciones tienen relación con los grandes recipientes de almacenaje o corresponden al nivel inferior. En cualquier caso, la cantidad de recipientes identificados, hasta doce, y la capacidad de los mismos, unos 120 kg los más grandes, nos sitúa ante una comunidad cuya base económica tuvo un fuerte componente agrícola, para lo cual serían muy apropiadas las extensas altiplanicies que rodean el asentamiento.
Por otro lado, la revisión de los materiales que se conservan en el Museo de Prehistoria de Valencia, procedentes de las antiguas excavaciones, ha aportado novedades interesantes de cara a establecer su cronología y posible relación con otros yacimientos situados en áreas próximas.
Con respecto a las formas cerámicas, predominan las de perfil sencillo abierto, de tendencia troncocónica y en algunos casos con el borde marcadamente exvasado, frente a las formas sencillas de perfil cerrado que son escasas; también son abundantes las formas de perfil en “S”, en algunos casos marcadamente exvasadas y los carenados presentan una tipología muy variada.
Las decoraciones plásticas son las más abundantes, y se centran en los recipientes de almacenaje. Básicamente se trata de condones aplicados, sobre todo lisos y de sección triangular, que aparecen en diferentes combinaciones o asociados a mamelones. Aunque muy escasas, también se han documentado decoraciones incisas, impresas y un fragmento con acanaladuras características de los Campos de Urnas del noreste peninsular.
Otras piezas de interés son el soporte carrete aparecido en uno de los depósitos, la fusayola discoidal del nivel 3 y una costilla dentada localizada en la revisión del material.
Todos estos elementos nos permiten plantear que, aun teniendo en cuenta la posibilidad de que los niveles de base pudieran corresponder al Bronce Pleno, la adscripción cronológica para la mayoría de materiales nos remite hacia un momento avanzado. Así, en el contexto de la zona norte del denominado Bronce Valenciano, con límites poco definidos, estaría entre lo que podríamos considerar Bronce Pleno, representado por yacimientos como el Torrelló d’Onda (Onda, Castellón) o la Hoya Quemada (Mora de Rubielos, Teruel), cuyo final podría estar en torno al 1300 a. C., y la fecha inicial del yacimiento de Vinarragell (Burriana, Castellón) de mediados del s. VIII a. C. Este intervalo de tiempo corresponde al denominado Bronce Tardío y Bronce Final I en Valencia, o Bronce Final I-Bronce Reciente, Bronce Final II y IIIA en la zona del noreste. Consideramos que, mientras no se conozcan nuevos datos, el asentamiento de la Ereta del Castellar debió tener una ocupación centrada en el tránsito del Bronce Final I o Bronce Reciente al Bronce Final II, con fechas muy próximas al cambio de milenio, abriendo la posibilidad de alargar algo más el final si atendemos a la presencia del fragmento de cerámica con acanaladuras perteneciente a los Campos de Urnas.
El yacimiento, por lo tanto, resulta clave para entender los procesos que hacia el final de la Edad del Bronce se produjeron al norte de nuestro territorio. Su estudio, incluyendo excavaciones sistemáticas, permitiría conocer con mayor detalle los vínculos culturales existentes entre la zona norte del denominado Bronce Valenciano, en la que se incluiría la serranía de Teruel, y otras zonas algo más alejadas como el Bajo Aragón. Estas relaciones culturales ayudarían a definir cuestiones actualmente poco claras como la existencia, en este territorio, de un Bronce Tardío diferenciable del Bronce Final I, tal como estableciera en su día Gil-Mascarell. Tal vez, al igual que lo observado en el Bajo Aragón, en las zonas en las que la llegada de elementos de los Campos de Urnas se produce débilmente es complicado llegar a identificar un Bronce Final anterior a la primera Edad del Hierro, puesto que es el Bronce Reciente el que ocupa su lugar, y éste a su vez resulta también difícil de distinguir del Bronce Medio.
Quizás cabria pensar, en una etapa de final de un proceso como debió de ser esta, en una vía de desarrollo paralela antes que en un proceso lineal uniforme. En algunos casos se apreciaría una evolución más clara con la introducción de nuevos elementos, en otros, donde los contactos fueron más escasos, asistiríamos a perduraciones más marcadas.

## Revisión y puesta en valor del yacimiento: las excavaciones recientes
En 2004, por iniciativa de la Corporación Municipal de Vilafranca, se inician una serie de contactos con el Museu de Prehistòria de Valencia con el fin de establecer una cooperación entre las dos instituciones, junto a la Dirección General de Patrimonio, para realizar un proyecto de puesta en valor del yacimiento. Estos trabajos se centraron en la excavación y estudio de los materiales y de las estructuras, la consolidación de aquellas más relevantes y la difusión del yacimiento mediante su acondicionamiento y señalización. 
Las excavaciones se retomaron en 2007, con tres campañas sucesivas, de las que se encargó la dirección del proyecto a Eva Ripollés Adelantado y María Jesús de Pedro Michó, y posteriormente se realizaron trabajos de consolidación a cargo de la restauradora del Museu de Prehistòria de València, Trinidad Pasies. 
Las tres campañas de excavación realizadas entre 2007 y 2009 por parte del SIP ha permitido la revisión del yacimiento desde una perspectiva actual, acorde con los avances de la investigación en torno a la Edad del Bronce, ha permitido puntualizar algunos aspectos y situarlo en un puesto destacado para entender la dinámica de las poblaciones que ocuparon este territorio en una etapa clave como fue la del final de la Edad del Bronce, hacia el 1200-900 a. C. De hecho, la Ereta del Castellar representa el tránsito entre el final del Bronce Pleno y el Bronce Final a la Comunitat Valenciana.
Por lo que respecta a la organización interna del poblado, se han localizado dos muros de piedra, con una anchura de 1'80 m. aproximadamente, que apoyan directamente sobre la roca de base. Presentan una delineación paralela y una orientación noroeste/sureste, creando un espacio de unos 6 m. aproximadamente entre ellos. Son estos muros los que parecen articular el espacio donde se localizan pequeños muretes y estructuras de barro con diferentes funciones. La presencia de abundantes restos constructivos permite confirmar la utilización de cubiertas y alzados realizados con elementos vegetales y barro que, en algunos casos, muestran restos de encalados.
El material recuperado en estas campañas de excavación, si bien muy fragmentado, ha permitido reforzar la idea de que se trata de un yacimiento que entronca directamente con la problemática del Bronce Final y de los movimientos de población producidos en las postrimerías de la Edad del Bronce desde la otra vertiente de los Pirineos, conocidos como portadores de Campos de Urnas, y sitúa el yacimiento de la Ereta como el precedente inmediato del intenso poblamiento que muy poco tiempo después recibió esta zona, durante el Bronce Final y el Hierro Antiguo.